# Sporothrix isarioides
Sporothrix isarioides är en svampart som först beskrevs av Petch, och fick sitt nu gällande namn av de Hoog 1974. Sporothrix isarioides ingår i släktet Sporothrix och familjen Ophiostomataceae.   Inga underarter finns listade i Catalogue of Life.